# 雨宮慶幸
雨宮 慶幸（あめみや よしゆき、1952年1月 - ）は、日本の物理学者。工学博士（東京大学・1979年）。東京大学大学院新領域創成科学研究科物質系専攻教授を経て、東京大学名誉教授。（公財）高輝度光科学研究センター(JASRI) 理事長。

## 人物
東京都出身。東京大学大学院新領域創成科学研究科研究科長、日本放射光学会会長、東京大学付属図書館・柏図書館の館長、東京大学放射光連携研究機構の機構長などを務めた。

## 略歴
- 1970年3月 私立桐朋高校を卒業
- 1974年3月 東京大学工学部物理工学科を卒業
- 1979年3月 東京大学大学院工学系研究科物理工学専攻博士課程を修了（工学博士）
- 1979年4月 日本学術振興会の特定領域奨励研究員
- 1982年4月 高エネルギー物理学研究所[注釈 2] 放射光実験施設 助手
- 1988年10月 ブルックヘブン国立研究所 客員研究員
- 1989年7月 高エネルギー物理学研究所[注釈 2] 放射光実験施設 助教授
- 1996年4月 東京大学大学院工学系研究科物理工学専攻 助教授
- 1998年4月 東京大学大学院工学系研究科物理工学専攻 教授
- 1999年4月 - 2017年3月 東京大学大学院新領域創成科学研究科 物質系専攻 教授
- 2007年4月 - 2009年3月 東京大学大学院新領域創成科学研究科 研究科長
- 2017年4月 - 2020年3月 東京大学大学院新領域創成科学研究科 特任教授[3]
- 2019年6月 - （公財）高輝度光科学研究センター（JASRI) 理事長[4]

## 受賞
- 2001年 第1回日本結晶学会賞学術賞[5]「放射光を用いた新しいX線計測技術の開発」
- 2019年 第2回放射光科学賞「X線計測技術と放射光X線産業利用による放射光科学への貢献」[6]